# 苏洛·萨尔米
苏洛·萨尔米（芬蘭語：Sulo Salmi，1914年3月4日—1984年4月29日），生于瓦萨，芬兰男子竞技体操运动员。他曾获得1948年夏季奥运会体操比赛男子团体全能金牌。他于1984年在瓦萨去世。